# Mannophryne
Genre
Mannophryne est un genre d'amphibiens de la famille des Aromobatidae.

## Répartition
Les 20 espèces de ce genre se rencontrent au Venezuela et à Trinité-et-Tobago.

## Liste des espèces
Selon Amphibian Species of the World (17 septembre 2014) :
- Mannophryne caquetio Mijares-Urrutia & Arends-R., 1999
- Mannophryne collaris (Boulenger, 1912)
- Mannophryne cordilleriana La Marca, 1994
- Mannophryne herminae (Boettger, 1893)
- Mannophryne lamarcai Mijares-Urrutia & Arends-R., 1999
- Mannophryne larandina (Yústiz, 1991)
- Mannophryne leonardoi Manzanilla, La Marca, Jowers, Sánchez & García-París, 2007
- Mannophryne molinai Rojas-Runjaic, Matta-Pereira & La Marca, 2018
- Mannophryne neblina (Test, 1956)
- Mannophryne oblitterata (Rivero, 1984)
- Mannophryne olmonae (Hardy, 1983)
- Mannophryne orellana Barrio-Amorós, Santos & Molina, 2010
- Mannophryne riveroi (Donoso-Barros, 1965)
- Mannophryne speeri La Marca, 2009
- Mannophryne trinitatis (Garman, 1888)
- Mannophryne trujillensis Vargas Galarce & La Marca, 2007
- Mannophryne urticans Barrio-Amorós, Santos & Molina, 2010
- Mannophryne venezuelensis Manzanilla, Jowers, La Marca & García-París, 2007
- Mannophryne vulcano Barrio-Amorós, Santos & Molina, 2010
- Mannophryne yustizi (La Marca, 1989)

## Publication originale
- La Marca, 1992 : Catálogo taxonómico, biogeográ fico y bibliográfico de las ranas de Venezuela. Cuadernos Geográficos, Universidad de Los Andes, Mérida, vol. 9, p. 1–197.